# Кенілворт (Іллінойс)
Кенілворт (англ. Kenilworth) — селище (англ. village) в США, в окрузі Кук штату Іллінойс. Населення — 2514 особи (2020).

## Географія
Кенілворт розташований за координатами 42°5′20″ пн. ш. 87°42′52″ зх. д. / 42.08889° пн. ш. 87.71444° зх. д. (42.088823, -87.714512).  За даними Бюро перепису населення США в 2010 році селище мало площу 1,58 км², уся площа — суходіл.

## Демографія
Згідно з переписом 2010 року, у селищі мешкало 2513 осіб у 800 домогосподарствах у складі 699 родин. Густота населення становила 1595 осіб/км².  Було 855 помешкань (543/км²).
Расовий склад населення:
| - 97,4 % — білих - 1,3 % — азіатів - 0,3 % — чорних або афроамериканців - 0,1 % — корінних американців |

До двох чи більше рас належало 0,9 %. Частка іспаномовних становила 1,6 % від усіх жителів.
За віковим діапазоном населення розподілялося таким чином: 34,3 % — особи молодші 18 років, 52,3 % — особи у віці 18—64 років, 13,4 % — особи у віці 65 років та старші. Медіана віку мешканця становила 42,4 року. На 100 осіб жіночої статі у селищі припадало 95,3 чоловіків;  на 100 жінок у віці від 18 років та старших — 91,2 чоловіків також старших 18 років.
Середній дохід на одне домашнє господарство  становив 310 528 доларів США (медіана — 203 333), а середній дохід на одну сім'ю — 341 258 доларів (медіана — 247 750). Медіана доходів становила 207 500 доларів для чоловіків та 64 375 доларів для жінок. За межею бідності перебувало 1,8 % осіб, у тому числі 0,0 % дітей у віці до 18 років та 2,6 % осіб у віці 65 років та старших.
Цивільне працевлаштоване населення становило 1021 осіб. Основні галузі зайнятості: науковці, спеціалісти, менеджери — 31,3 %, фінанси, страхування та нерухомість — 29,1 %, освіта, охорона здоров'я та соціальна допомога — 16,3 %, виробництво — 6,7 %.